# Deva Cassel
Deva Cassel (Roma, 12 settembre 2004) è un'attrice e modella italiana con cittadinanza francese.

## Biografia
È figlia dell'attrice e modella italiana Monica Bellucci e dell'attore francese Vincent Cassel; suo nonno paterno era l'attore e ballerino francese Jean-Pierre Cassel. È nata nel 2004 a Roma all'ospedale Fatebenefratelli Isola Tiberina, per volere della madre, e cresciuta tra Parigi e Rio de Janeiro. I genitori, sposati dal 1999, si sono separati nel 2013; ha una sorella biologica minore, Léonie (2010), nonché una sorellastra minore, Amazonie (2019), e un fratellastro minore, Caetano (2025), nati dalle successive relazioni del padre. È poliglotta e parla cinque lingue: francese, italiano, inglese, portoghese e spagnolo.
Nel 2019 ha iniziato la sua carriera di modella promuovendo per Dolce & Gabbana il profumo Dolce Shine; dal 2021, dopo aver girato la pubblicità per Dolce Rose, è diventata ambasciatrice del marchio.
È anche apparsa in pubblicità commerciali e sulle copertine di riviste di moda come Harper's Bazaar, Vogue ed Elle.
Nel marzo 2024 è diventata fashion e beauty ambassador anche per Christian Dior.
Nel 2023 ha esordito anche come attrice nel film italiano La bella estate di Laura Luchetti, ispirato all'omonimo romanzo di Cesare Pavese.
Nel 2024 ha partecipato al doppiaggio italiano del film d'animazione Inside Out 2 di Kelsey Mann, prestando la voce al personaggio di Ennui.
Il 5 marzo 2025 è stata distribuita su Netflix la miniserie televisiva Il Gattopardo dove interpreta il ruolo di Angelica Sedàra, in quello che è il secondo adattamento dell'omonimo romanzo di Giuseppe Tomasi di Lampedusa dopo il lungometraggio del 1963 diretto da Luchino Visconti e in cui Angelica era interpretata da Claudia Cardinale. Nel mese di aprile 2025 la rivista Forbes Italia l'ha inserita tra le under 30 italiane che avranno maggiore impatto nel futuro per la categoria intrattenimento.

## Vita privata
Dal mese di ottobre 2023 è legata sentimentalmente all'attore italiano Saul Nanni, conosciuto sul set de Il Gattopardo.

## Filmografia

### Attrice

#### Cinema
- La bella estate, regia di Laura Luchetti (2023)
- Zero A. D., regia di Alejandro Monteverde (2025)

#### Televisione
- Il Gattopardo – miniserie TV, 5 episodi (2025)

## Doppiaggio
- Ennui in Inside Out 2

## Riconoscimenti
- Forbes Italia
  - 2025 – Inserimento tra gli under 30 italiani di maggiore impatto nel futuro nella categoria "Intrattenimento"[10]